# آشپزی نیجر

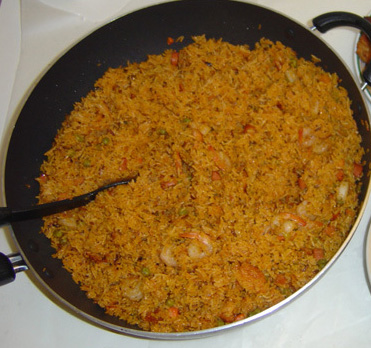
برنج جولوف

آشپزی نیجر نشان‌دهنده بسیاری از غذاهای سنتی آفریقایی و مقدار قابل توجهی از چاشنی‌ها و ترشی‌ها است که در غذاهای مختلف مصرف می‌شوند. گوشت کبابی، سبزیجات فصل و سس‌های مختلف برخی از مواد غذایی هستند که در این آشپزی مورد استفاده قرار می‌گیرد.
وعده‌های غذایی در نیجر به‌طور معمول با سالادهای رنگارنگ که از سبزیجات فصلی تهیه می‌گردند، آغاز می‌شوند. یک نمونه از وعده‌های غذایی نیجری، از مواد نشاسته‌ای (که برنج محبوب‌ترین آن‌ها است) در کنار خورش یا سس تشکیل می‌شود. خورش‌ها به‌طور معمول از سبزیجات تهیه می‌گردند، چرا که گوشت در این کشور کمیاب است. برنج و ارزن از مواد غذایی نشاسته‌ای هستند که در اغلب موارد در این آشپزی مورد استفاده می‌گیرند. کوسکوس برای مناسبت‌های خاص دخیره می‌شود. فرنی و حلیم (پودینگ) گندم برخی از تنقلات محبوب در کشور نیجر هستند.

## چاشنی‌ها
برخی از چاشنی‌ها توسط مسافران عرب به نیجر برده می‌شوند که شامل زنجبیل، جوز هندی، دارچین، زعفران و میخک هستند. گاهی اوقات چاشنی‌ها برای خواباندن گوشت جهت مزه‌دار کردن آن، مورد استفاده قرار می‌گیرند.